# Michael W. Hunkapiller
Michael W. Hunkapiller (* 1948 in Oklahoma) ist ein US-amerikanischer Bioingenieur. Er ist dafür bekannt, dass er Geräte zur Automatisierung der DNA-Sequenzierung (gemeinsam mit Leroy Hood; siehe Sequenzierautomat) und zur künstlichen Gensynthese entwickelt hat.
Hunkapiller erwarb 1970 an der Oklahoma Baptist University einen Bachelor in Chemie und 1974 an der CalTech einen Ph.D. in Biochemie. Er arbeitete seit 1983 für Applied Biosciences (jetzt Thermo Fisher Scientific), von 1995 bis 2004 als Präsident und General Manager. Nach seinem Engagement in dem Risikokapital-Unternehmen Alloy 2004 war Hunkapiller seit 2005 Mitglied des Direktoriums des Biotechnologie-Unternehmens Pacific Biosciences in Menlo Park, Kalifornien. Seit 2012 ist er Präsident und CEO des Unternehmens. Er gehörte zu den Gründern von Celera Genomics (gemeinsam mit Craig Venter) und zur Leitung von dessen Mutterkonzern Applera Corporation, das wiederum zu PerkinElmer gehörte.
1991 wurde Hunkapiller in die American Association for the Advancement of Science gewählt, 2008 in die National Academy of Engineering.
Seit 2019 zählt ihn der Medienkonzern Clarivate aufgrund der Zahl seiner Zitationen zu den Favoriten auf einen Nobelpreis für Chemie. Laut der Datenbank Scopus hat Hunkapiller (Stand Oktober 2019) einen h-Index von 45.